# Porto Alegre do Piauí
Porto Alegre do Piauí är en kommun i Brasilien.   Den ligger i delstaten Piauí, i den östra delen av landet, 1 100 km norr om huvudstaden Brasília. Antalet invånare är 2 559.
Omgivningarna runt Porto Alegre do Piauí är huvudsakligen savann. Runt Porto Alegre do Piauí är det mycket glesbefolkat, med 2 invånare per kvadratkilometer.